# Meiochernes dybasi
Meiochernes dybasi är en spindeldjursart som beskrevs av Beier 1957. Meiochernes dybasi ingår i släktet Meiochernes och familjen blindklokrypare. Inga underarter finns listade i Catalogue of Life.